# Małgorzata Kozłowska (aktorka)
Małgorzata Kozłowska (ur. 4 lutego 1995 w Warszawie) – polska aktorka teatralna, filmowa, serialowa i dubbingowa, wokalistka.

## Życiorys
W wieku trzech lat wygrała swój pierwszy konkurs piosenki dziecięcej. Uczęszczała do szkoły muzycznej I stopnia w klasie skrzypiec oraz Studia Wokalnego Grażyny Alber. Studiowała zarządzanie na Uniwersytecie Warszawskim, które przerwała w 2015. W 2020 ukończyła studia w zakresie aktorstwa dramatycznego na Wydziale Aktorskim Akademii Teatralnej im. Aleksandra Zelwerowicza w Warszawie.
Jako aktorka zadebiutowała w 2011 rolą Kamili w serialu Plebania. Następnie zagrała m.in. Marlenkę w filmie Ixjana braci Skolimowskich oraz Natalię Majewską w trzech sezonach serialu Krew z krwi. Występuje w spektaklu Lunapark w Teatrze Narodowym w Warszawie.
Od 2013 pracuje również jako aktorka głosowa. Użycza głosu m.in. w serialach Disneya, Netflixa, pełnometrażowych filmach animowanych oraz grach (np. Cyberpunk 2077).
Prowadzi kanały na YouTube oraz Spotify.

## Filmografia
- od 2022: Papiery na szczęście – Magda, kuzynka Adama
- 2021: Komisarz Alex – Sylwia Kryńska (odc. 199)
- 2020: 25 lat niewinności. Sprawa Tomka Komendy – koleżanka Marysi
- 2019–2020: Korona królów – Margit
- 2019: Za marzenia – Martyna (odc. 26)
- 2018: Ślad – Joanna Skalska (odc. 20)
- 2017: O mnie się nie martw – Ula (odc. 90)
- 2016: Komisarz Alex – Karolina Nolbert (odc. 95)
- 2015: Krew z krwi 2 – Natalia Majewska, córka Carmen
- 2014: Facet (nie)potrzebny od zaraz – aktorka grająca hrabinę
- 2014: Nowa – Anna Robak
- 2012: Ixjana – Marlenka
- 2012: Krew z krwi – Natalia Majewska, córka Carmen
- 2012: Ojciec Mateusz – uczennica (odc. 106)
- 2011: Plebania – Kamila

## Dubbing
- 2021: Zaplątani w czasie – Allegra[4]
- 2020: Cyberpunk 2077- Panam Palmer[5]
- 2019: High School Musical: Serial – Nini Salazar-Roberts[6]

## Nagrody i wyróżnienia
- Nagroda w kategorii „najlepsza aktorka” w ramach festiwalu 48HFP(inne języki) (2014)[7]
- I nagroda w kategorii „muzyka teatralna i kinowa” na XII Międzynarodowym Konkursie Wokalnym dla Studentów Szkół Teatralnych “Śpiewająca Maska” w Petersburgu (2017)[8]
- III miejsce w XX Konkursie na Interpretację Piosenek Agnieszki Osieckiej „Pamiętajmy o Osieckiej” w Warszawie (2017)[9]
- Nagroda AOJDE za debiut muzyczny w Teatrze Polskiego Radia (2018)[10]
- Wyróżnienie za rolę Kasandry w spektaklu Każdy musi kiedyś umrzeć Porcelanko, czyli rzecz o Wojnie Trojańskiej oraz Saszy w spektaklu Płatonow na 37. Festiwalu Szkół Teatralnych w Łodzi (2019)[11]
- Nagrodę za drugoplanową rolę Kasandry na 10. Międzynarodowym Festiwalu Szkół Teatralnych iTSelF w Warszawie (2019)[12]